# Dürener Zeitung
Die Dürener Zeitung (Abkürzung: DZ) ist eine Lokalausgabe der Aachener Zeitung und amtliches Ankündigungsorgan für die Stadt Düren. Sie erscheint im südlichen Kreis Düren. Sitz der Lokalredaktion ist Düren. Die Zeitung wird im Rheinischen Format gedruckt.
Die Dürener Zeitung führt als Untertitel noch die Namen Dürener Anzeiger und Dürener Generalanzeiger.

## Geschichte
Die Dürener Zeitung erschien erstmals als Probenummer am 29. September 1872. Am 6. Oktober 1872 erschien dann die erste reguläre Ausgabe, damals noch unter dem Namen Dürener Sonntagsblatt für Stadt und Umgegend. Seit dem 1. Januar 1874 trägt sie den Namen Dürener Zeitung. Gründer der Zeitung war der aus Duisburg stammende Buchhändler und Druckereibesitzer Robert Hamel. Zunächst erschien die Zeitung nur wöchentlich, seit mindestens 1886 dann zweimal in der Woche, später dann viermal wöchentlich und seit 1900 täglich von Montag bis Samstag. Die DZ positionierte sich als christliche Zeitung, die sich insbesondere der Arbeiterfrage annahm.
Ab dem 3. Juli 1889 bis zum 31. Dezember 1895 erschien die Zeitung unter dem Titel Dürener Generalanzeiger und führt seitdem im Titel auch das Dürener Stadtwappen. Mit Ausgabe vom 1. Januar 1896 erhielt die Zeitung wieder ihren alten Namen zurück, das Stadtwappen blieb fester Bestandteil des Titels. Am 1. April 1909 übernahm die Dürener Zeitung den schon 1818 als Landräthliches Korrespondenzblatt gegründeten Dürener Anzeiger. Damit war die größte konkurrierende Zeitung verschwunden. Während der Zeit des Nationalsozialismus erschien die Zeitung weiter, wurde aber 1944 verboten und eingestellt. Die Redaktion und Druckerei wurde besetzt und mehrere Ausgaben der Zeitung beschlagnahmt. Ein noch größerer Einschnitt folgte wenig später mit der Zerstörung Dürens am 16. November 1944, bei der auch der Sitz der Dürener Zeitung am Markt vollständig zerstört wurde.
Im Jahr 1947 erschien das Blatt wieder und schloss sich der Aachener Volkszeitung an, von der sie später komplett übernommen wurde. Die Zeitung wurde aber zunächst noch im Hause der Dürener Druckerei und Verlag Carl Hamel am Markt gedruckt. 2013 endete schließlich die Zusammenarbeit zwischen dem Verlag Hamel und der Dürener Zeitung. Die Namensrechte verblieben aber bei der Familie. Die Lokalredaktion befindet sich nun im Haus der Agentur Schiffer am Kaiserplatz.
Am 29. September 2022 feierte die Dürener Zeitung ihr 150-jähriges Bestehen mit einer Sonderausgabe.

Zum 24. März 2023 wurden das Schwesterblatt Dürener Nachrichten eingestellt und mit der Dürener Zeitung verschmolzen. Seitdem führt die Dürener Zeitung als Untertitel den Namen Dürener Nachrichten. 

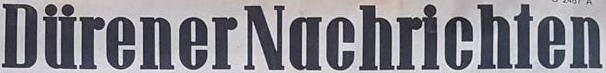
Logo der ehemaligen Dürener Nachrichten

## Auflage
Die Dürener Zeitung wird gemeinsam mit den Dürener Nachrichten ausgewiesen. In den vergangenen Jahren haben beide Zeitungen erheblich an Auflage eingebüßt. Die verkaufte Auflage ist in den vergangenen 10 Jahren um durchschnittlich 5,9 % pro Jahr gesunken. Im vergangenen Jahr hat sie um 9,6 % abgenommen. Sie beträgt gegenwärtig 10.959 Exemplare. Der Anteil der Abonnements an der verkauften Auflage liegt bei 88 Prozent.
| 1998  | 1999  | 2000  | 2001  | 2002  | 2003  | 2004  | 2005  | 2006  | 2007  | 2008  | 2009  | 2010  | 2011  | 2012  | 2013  | 2014  | 2015  | 2016  | 2017  | 2018  | 2019  | 2020  | 2021  | 2022  | 2023  | 2024  |
| ----- | ----- | ----- | ----- | ----- | ----- | ----- | ----- | ----- | ----- | ----- | ----- | ----- | ----- | ----- | ----- | ----- | ----- | ----- | ----- | ----- | ----- | ----- | ----- | ----- | ----- | ----- |
| 29638 | 29551 | 28933 | 28699 | 28448 | 27619 | 27037 | 26217 | 25349 | 25224 | 24944 | 24051 | 23771 | 23488 | 22169 | 21082 | 20045 | 19536 | 18846 | 17989 | 17163 | 15910 | 15275 | 14602 | 13488 | 12125 | 10959 |